# Muskegon County
Muskegon County ist ein County im Bundesstaat Michigan der Vereinigten Staaten. Der Verwaltungssitz (County Seat) ist Muskegon. Das U.S. Census Bureau hat bei der Volkszählung 2020 eine Einwohnerzahl von 175.824 ermittelt.

## Geographie
Das County liegt im Westen der Unteren Halbinsel von Michigan, grenzt an den Michigansee, einem der 5 Großen Seen, und hat eine Fläche von 3780 Quadratkilometern, wovon 2461 Quadratkilometer Wasserfläche sind. Es grenzt im Uhrzeigersinn an folgende Countys: Oceana County, Newaygo County, Kent County und Ottawa County.
Das County wird vom Office of Management and Budget zu statistischen Zwecken als Muskegon–Norton Shores, MI Metropolitan Statistical Area geführt.

## Geschichte
Muskegon County wurde 1859 aus Teilen des Oceana County gebildet. Benannt wurde es nach dem Muskegon River.
Zwei technische Bauwerke im Muskegon County haben den Status einer National Historic Landmark, das Dampfschiff Milwaukee Clipper und das U-Boot USS Silversides. 14 Orte des Countys sind insgesamt im National Register of Historic Places eingetragen (Stand 27. Januar 2018).

## Demografische Daten
Nach der Volkszählung im Jahr 2000 lebten im Muskegon County 170.200 Menschen in 63.330 Haushalten und 44.267 Familien. Die Bevölkerungsdichte betrug 129 Einwohner pro Quadratkilometer. Ethnisch betrachtet setzte sich die Bevölkerung zusammen aus 81,25 Prozent Weißen, 14,20 Prozent Afroamerikanern, 0,82 Prozent amerikanischen Ureinwohnern, 0,42 Prozent Asiaten, 0,01 Prozent Bewohnern aus dem pazifischen Inselraum und 1,28 Prozent aus anderen ethnischen Gruppen; 2,01 Prozent stammten von zwei oder mehr Ethnien ab. 3,53 Prozent der Bevölkerung waren spanischer oder lateinamerikanischer Abstammung.
Von den 63.330 Haushalten hatten 34,6 Prozent Kinder unter 18 Jahren, die bei ihnen lebten. 51,6 Prozent waren verheiratete, zusammenlebende Paare, 13,9 Prozent waren allein erziehende Mütter und 30,1 Prozent waren keine Familien. 25,2 Prozent waren Singlehaushalte und in 10,4 Prozent lebten Menschen im Alter von 65 Jahren oder darüber. Die Durchschnittshaushaltsgröße betrug 2,59 und die durchschnittliche Familiengröße lag bei 3,10 Personen.
27,5 Prozent der Bevölkerung waren unter 18 Jahre alt. 8,7 Prozent zwischen 18 und 24 Jahre, 29,0 Prozent zwischen 25 und 44 Jahre, 21,9 Prozent zwischen 45 und 64 Jahre und 12,9 Prozent waren 65 Jahre oder älter. Das Durchschnittsalter betrug 36 Jahre. Auf 100 weibliche Personen kamen 98,3 männliche Personen. Auf 100 Frauen im Alter von 18 Jahren und darüber kamen statistisch 95,4 Männer.
Das jährliche Durchschnittseinkommen eines Haushalts betrug 38.008 US-Dollar, das Durchschnittseinkommen einer Familie 45.710 USD. Männer hatten ein Durchschnittseinkommen von 35.952 USD, Frauen 25.430 USD. Das Prokopfeinkommen betrug 17.967 USD. 8,8 Prozent der Familien und 11,4 Prozent der Bevölkerung lebten unterhalb der Armutsgrenze.